# Lordi
Lordi är ett finskt hårdrocksband bildat 1992 i Rovaniemi. Dess främsta inspirationskälla är det amerikanska rockbandet Kiss. Ytterligare inspirationskällor är W.A.S.P. och Alice Cooper. Bandet kombinerar i sin musik hårdrock och heavy metal, men musiken har även klassats som skräckrock på grund av medlemmarnas monsterlika utseende.

## Monsterkostymer
Gruppens gimmick är att alltid bära monsterkostymer och -masker, inte bara då de uppträder, utan även under intervjuer och liknande. Det är känt vilka personerna bakom bandet är.

## Låtar
Lordis största hit är Hard Rock Hallelujah som de vann Eurovision Song Contest 2006 med. Gruppen blev därmed den första vinnaren från Finland och även den första vinnande hårdrockslåten. Andra kända låtar är Would You Love a Monsterman?, Devil Is a Loser, Blood Red Sandman, Who's Your Daddy?, It Snows in Hell och Bringing Back the Balls to Rock. Lordis skivor har sålts världen över i 450 000 exemplar.

## Historia

### 1992–2012
Tomi Putaansuu gick med i ett litet finskt hårdrocksband år 1990. År 1992 lämnade han detta band och började i stället göra demos under namnet Lordi. 1995 gjorde han en låt och en musikvideo med titeln Inferno. Detta var tänkt som ett skolprojekt och låten och videon gavs aldrig ut. Tomi har ingen mask på videon, men har ändå lovat att ta med den på Lordis kommande dvd. 
Lordi träffades på en kryssning som arrangerades av Kiss finska fanclub 1996. Alla i bandet är stora Kissfans. År 1999 var de på väg att få ut ett album som skulle ha hetat Bend Over And Pray The Lord, men det släpptes aldrig. Efter detta lämnade bandets basist, G-Stealer, bandet och ersattes av Magnum, och trummisen Kita kom med i bandet. De första åren hade bandet haft en maskin som trummade. Sedan det första albumet Get Heavy spelats in lämnade Magnum bandet och ersattes av Kalma, som även syns på alla bilder i albumet fast Magnum spelar bas. 
Nu bestod Lordi av sångaren Mr. Lordi, gitarristen Amen, trummisen Kita, basisten Kalma och keyboardisten Enary. Deras andra album släpptes 2004 och hette The Monsterican Dream, men det sålde inte lika bra som Get Heavy, som hade sålt platina. År 2005 blev Enary sparkad och Kalma slutade, men han är inte helt borta från bandet än. De byttes ut mot Ox och Awa.
En kväll fick Mr. Lordi ett telefonsamtal som var från finsk TV, som frågade om Lordi ville delta i Finlands uttagning till Eurovisionsschlagerfinalen. Det tog ett tag innan bandet bestämde sig för att vara med. Lordi vann överlägset uttagningen med sin låt Hard Rock Hallelujah och segrade sedan även i Eurovision Song Contest 2006.
Lordis album The Arockalypse har varit listetta i Finland, Grekland, Tyskland och Sverige. Det har även gjorts en massa merchandise med anknytning till Lordi, bland annat läskedryck, serietidningar, godispåsar och frimärken. Lordi gästade också Eurovision Song Contest 2007 med en helt ny video till låten Hard Rock Hallelujah. 2007 har Lordi spelat på OzzFest och spelat in en egen skräckfilm, Dark Floors, som hade premiär 8 februari 2008. Hard Rock Hallelujah är med i soundtracket till skräckfilmen The Hills Have Eyes 2.
Hösten 2008 släppte de ett till studioalbum, Deadache. Deadache hade till skillnad från Arockalypse en mörkare och tyngre stil, och låtarna var mer skräckinfluerade. Från Deadache släpptes 2 singlar Deadache och Bite It Like A Bulldog
I samband med album släppet gästade också hårdrocksmonstren Late Night with Conan O'Brien, som de första finländarna någonsin i den showen.
År 2010 spelade de in sitt nya album Babez for Breakfast som släpptes den 15 september. Albumet är producerat av Michael Wagener som har producerat för många kända artister till exempel Ozzy Osbourne, Alice Cooper och Skid Row för att bara nämna några. Medverkar på albumet gör före detta Kiss gitarristen Bruce Kulick och Mark Slaughter. 
Första singeln från albumet var This Is Heavy Metal som kom ut den 9 augusti.
14 februari 2012 hittades trummisen Otus (Tonmi Lillman) död skriver bandets hemsida. Tonmi Lillman, mer känd under artistnamnet Otus i Lordi, ersatte bandets dåvarande trummis Kita 2010. Det har inte rapporterats någon orsak till dödsfallet.
I finalen av Eurovision Song Contest 2012 presenterade "herr Lordi" Finlands röster i tävlingen.
Den 17 december 2012 meddelade Lordi att de hade fått de två ny medlemmarna Mana och Hella. Deras studioalbum To Beast or Not to Beast släpptes den 8 mars 2013.

## Medlemmar
Nuvarande medlemmar
- Mr. Lordi (Tomi Putaansuu) – sång (1996– )
- Kone – gitarr (2022– )
- Hiisi  (Tommi Tampere) basgitarr (2019– )
- Hella (Henna-Riikka Paakkola) – keyboard (2012– )
- Mana (Antto Nikolai Tuomainen) – trummor (2012– )

Bildgalleri

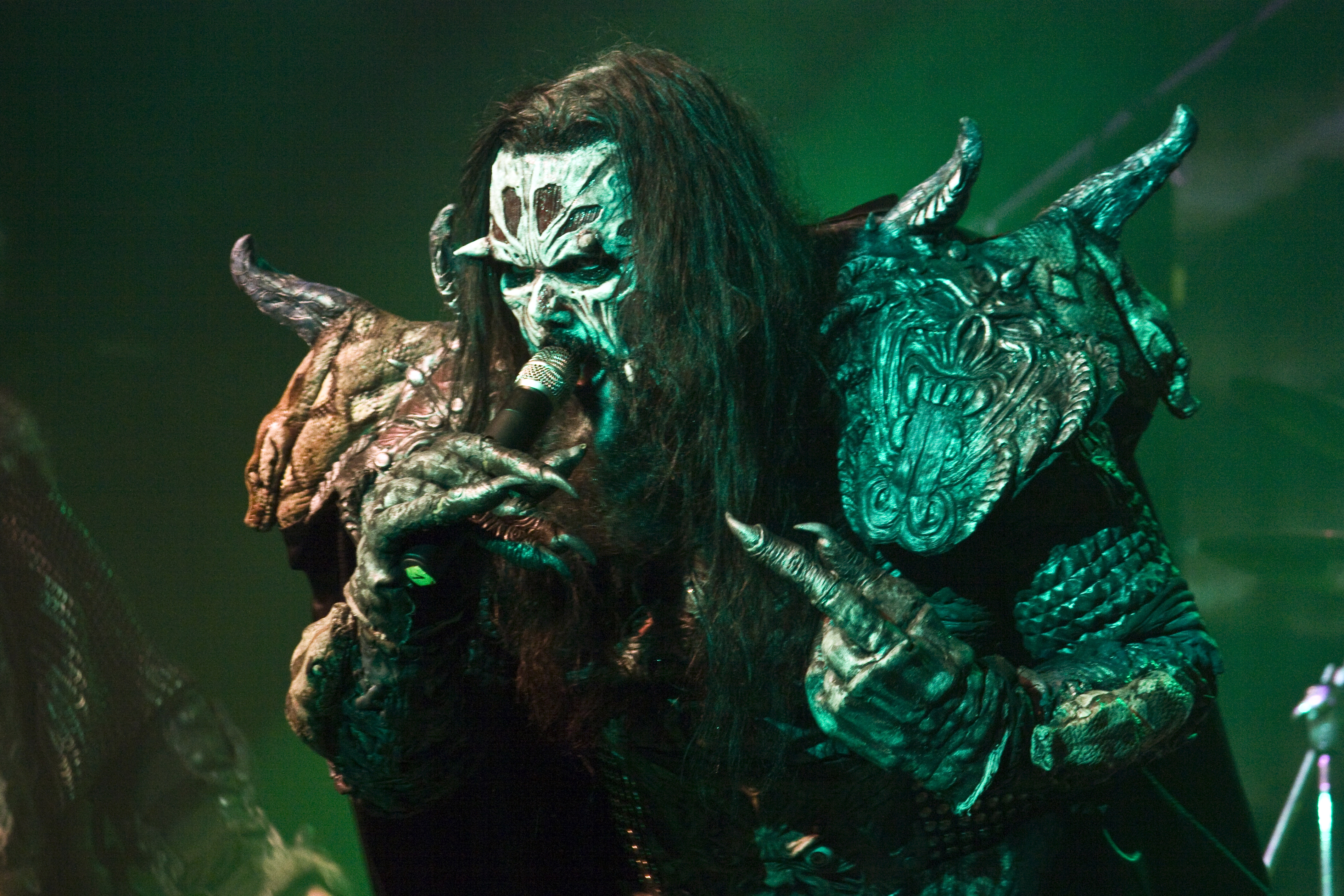
Mr. Lordi
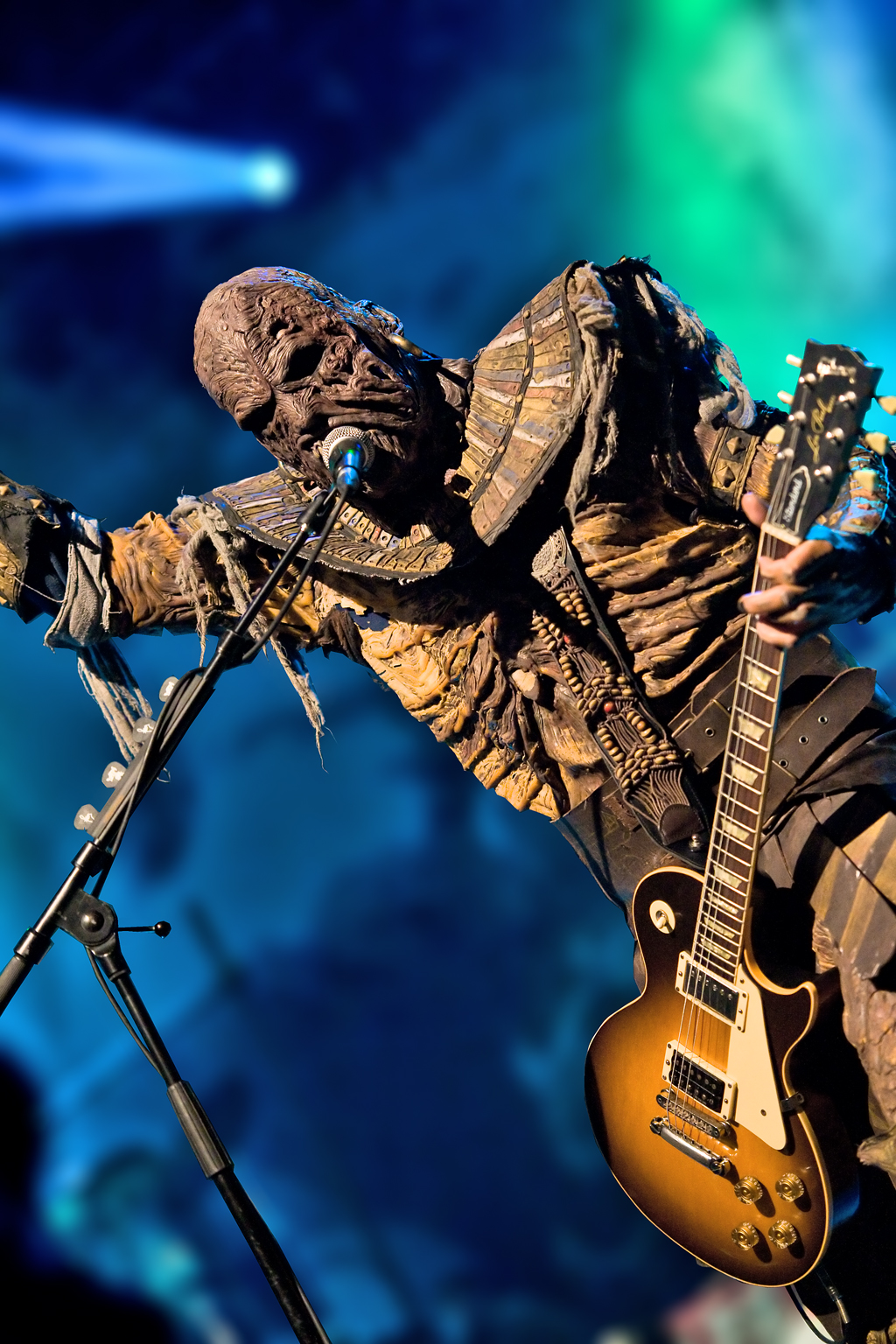
Amen
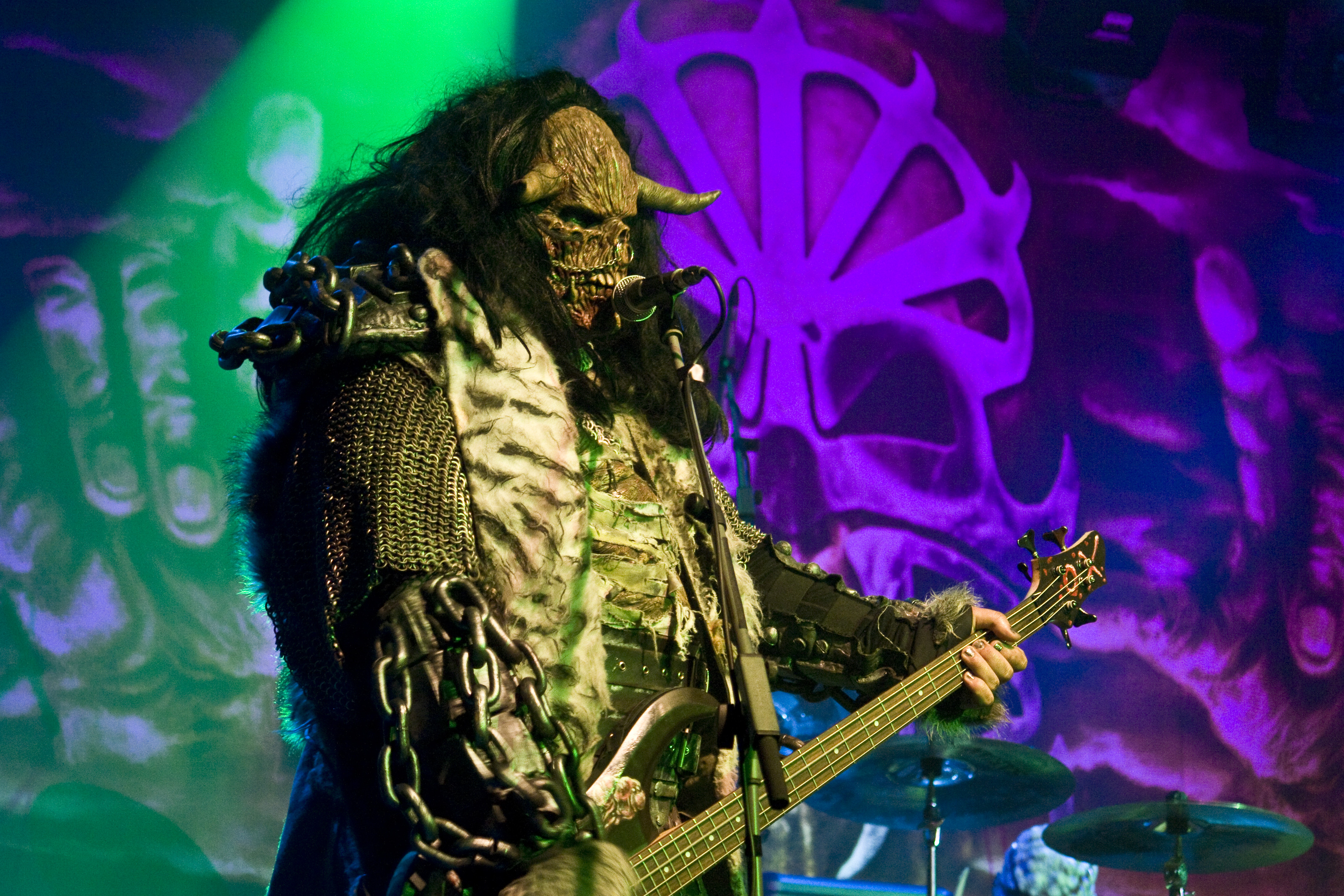
OX
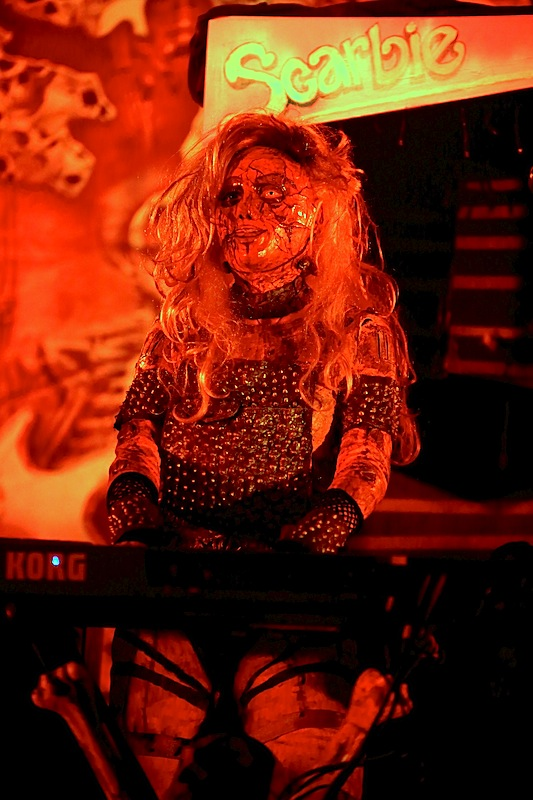
Hella
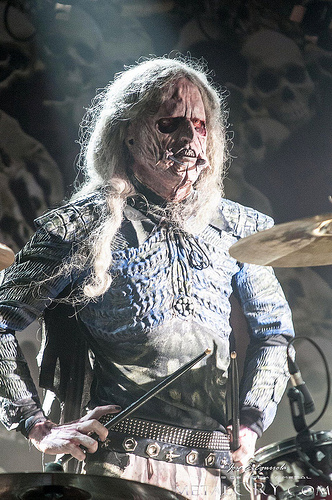
Mana

### Tidigare medlemmar
- G-Stealer (Sami Keinänen) – basgitarr (1996–1999)
- Magnum (Sami Wolking) – basgitarr (1999–2002)
- Kalma (Niko Hurme) – basgitarr (2002–2005)
- Enary (Erna Siikavirta) – keyboard, piano (1997–2005)
- Kita (Sampsa Astala) – trummor (2000–2010)
- Otus (Tonmi Lillman) – trummor (2010–2012; död 2012)
- Awa (Leena Peisa) – keyboards (2005–2012)
- Ox (Samer el Nahhal) – basgitarr (2005–2019)
- Amen (Jussi Sydänmaa) – gitarr (1996– )

## Diskografi

### Studioalbum
- 1993 – Napalm Market (demo)
- 1997 – Bend Over And Pray The Lord
- 2002 – Get Heavy
- 2004 – The Monsterican Dream
- 2006 – The Arockalypse
- 2008 – Deadache
- 2010 – Babez for Breakfast
- 2013 – To Beast or Not To Beast
- 2014 – Scare Force One
- 2016 – Monstereophonic (Theaterror vs. Demonarchy)
- 2018 – Sexorcism
- 2020 – Killection
- 2021 – Lordiversity
- 2023 – Screem Writers Guild
- 2025 – Limited Deadition

### Samlingsalbum
- 2005 – The Monster Show
- 2009 – Zombilation - The Greatest Cuts
- 2012 – Scarchives Vol. 1

### Singlar
- 2002 – "Would You Love a Monsterman?"
- 2003 – "Devil Is a Loser"
- 2004 – "My Heaven Is Your Hell"
- 2004 – "Blood Red Sandman"
- 2006 – "Hard Rock Hallelujah"
- 2006 – "Who's Your Daddy?
- 2006 – "It Snows in Hell"
- 2006 – "Would You Love a Monsterman 2006?"
- 2007 – "They Only Come Out at Night"
- 2008 – "Beast Loose in Paradise"
- 2008 – "Bite It like a Bulldog
- 2008 – "Deadache"
- 2010 – "This Is Heavy Metal"
- 2010 – "Rock Police"
- 2013 – "The Riff"
- 2014 – "Nailed by the Hammer of Frankenstein"
- 2016 – "Hug You Hardcore"
- 2018 – "Your Tongue’s Got the Cat"
- 2018 – "Naked in My Cellar"
- 2019 - "Shake the Baby Silent"
- 2019 - "I Dug a Hole in the Yard for You"
- 2020 - "Like A Bee To The Honey"
- 2021 - "Believe Me"
- 2021 - "Abracadaver"
- 2021 - "Borderline"
- 2021 - "Merry Blah Blah Blah"
- 2021 - "Demon Supreme"
- 2022 - "Day Off Of The Devil"
- 2022 - "Spear Of The Romans"
- 2022 - "Reel Monsters"
- 2022 - "Hard Rock Hallelujah" (Feat. Bürger Lars Dietrich)
- 2023 - "Lucyfer Prime Evil"
- 2024 - "Made Of Metal"
- 2024 - "Syntax Terror"
- 2025 - "Retropolis"

### Musikvideor
- Would You Love a Monsterman? (2002)
- Devil is a Loser (2003)
- Blood Red Sandman (2004)
- Hard Rock Hallelujah (2006)
- Who's Your Daddy? (2006)
- Would You Love a Monsterman 2006? (2006)
- It Snows in Hell (2006)
- Hard Rock Hallelujah (Öppningsvideon till ESC 2007) (2007)
- Bite it like a bulldog (2008)
- This is Heavy Metal (2010)
- The Riff (2013)
- Scare Force One (2014)
- Naked In My Cellar (2018)
- I Dug a Hole in the Yard for You (2019)
- Believe Me (2021)
- Abracadaver (2021)
- Borderline (2021)
- Merry Blah Blah Blah (2021)
- Reel Monsters (2022)
- Lucyfer Prime Evil (2023)
- Syntax Terror (2024)
- Retropolis (2025)

### Musik-DVD
- Wacken Roadshow 2003 (Fler band än Lordi var med och spelade) (2003)
- The Monster Show - Scarctic Circle Gathering (2004)
- Market Square Massacre (2006)
- Bringing Back The Balls To Stockholm 06 - The Opening Night. (2006/2007)
- It Snows in Hell (2007)
- Recordead Live – Sextourcism in Z7 (2018)

## Filmografi
- The Kin (2004)
- Dark Floors (2008)

## Serietidningar
- Monster Magazine (2002)
- Keräilijä (2006)
- Lordi 1: Alkuperä (2006)
- Lordi 2: Verenjano (2007)
- Lordi 3: Verensininen (2008)
- Graphic Novels (2013)